# Zamayón (kommunhuvudort)
Zamayón är en kommunhuvudort i Spanien.   Den ligger i provinsen Provincia de Salamanca och regionen Kastilien och Leon, i den centrala delen av landet, 200 km väster om huvudstaden Madrid. Zamayón ligger 814 meter över havet och antalet invånare är 190.
Terrängen runt Zamayón är platt, och sluttar söderut. Runt Zamayón är det glesbefolkat, med 17 invånare per kvadratkilometer. Närmaste större samhälle är Calzada de Valdunciel, 12,7 km sydost om Zamayón. Trakten runt Zamayón består till största delen av jordbruksmark.